# Calendrier de la saison de cyclo-cross féminine 2016-2017
Navigation
2015-2016 2017-2018
Le calendrier de la saison de cyclo-cross féminine 2016-2017 regroupe des courses de cyclo-cross débutant le 30 août 2016 et finissant le 21 février 2017. Les épreuves individuelles sont classées en quatre catégories. La plus haute catégorie regroupe les épreuves de la coupe du monde (CDM), qui donne lieu à un classement. Derrière elles, on retrouve les courses de catégorie C1 et C2, qui attribuent des points pour le classement mondial, ensuite les courses réservées aux moins de 23 ans, appelés également espoirs (catégorie CU). On retrouve également les championnats nationaux (CN) qui sont organisés dans une vingtaine de pays.

## Classements UCI
| #  | Coureuse           | Pays            | Pts  |
| -- | ------------------ | --------------- | ---- |
| 1  | Sanne Cant         | Belgique        | 2068 |
| 2  | Kateřina Nash      | Tchéquie        | 1710 |
| 3  | Sophie de Boer     | Pays-Bas        | 1629 |
| 4  | Katherine Compton  | États-Unis      | 1486 |
| 5  | Marianne Vos       | Pays-Bas        | 1402 |
| 6  | Ellen Van Loy      | Belgique        | 1374 |
| 7  | Lucinda Brand      | Pays-Bas        | 1125 |
| 8  | Ellen Noble        | États-Unis      | 1091 |
| 9  | Caroline Mani      | France          | 1079 |
| 10 | Christine Majerus  | Luxembourg      | 1061 |
| 11 | Amanda Miller      | États-Unis      | 1061 |
| 12 | Eva Lechner        | Italie          | 1060 |
| 13 | Laura Verdonschot  | Belgique        | 937  |
| 14 | Thalita de Jong    | Pays-Bas        | 935  |
| 15 | Kaitlin Antonneau  | États-Unis      | 907  |
| 16 | Maud Kaptheijns    | Pays-Bas        | 823  |
| 17 | Jolien Verschueren | Belgique        | 817  |
| 18 | Pavla Havlíková    | Tchéquie        | 795  |
| 19 | Emma White         | États-Unis      | 780  |
| 20 | Nikki Brammeier    | Grande-Bretagne | 749  |

| # | Nation | Pts |
| - | ------ | --- |
| 1 |        |     |

| # | Nation | Pts |
| - | ------ | --- |
| 1 |        |     |

## Calendrier

### Août
| Date | Course                                              | Classe | Vainqueur      | Équipe |
| ---- | --------------------------------------------------- | ------ | -------------- | ------ |
| 31   | QianSen Trophy Cyclocross #1-Yanqing Station, Pékin | C1     | Emily Kachorek |        |

### Septembre
| Date | Course                                                   | Classe | Vainqueur                  | Équipe                     |
| ---- | -------------------------------------------------------- | ------ | -------------------------- | -------------------------- |
| 3    | QianSen Trophy Cyclocross #2-Changxindian Fengtai, Pékin | C1     | Ceylin Del Carmen Alvarado |                            |
| 10   | Ellison Park CX Festival #1, Rochester                   | C1     | Kaitlin Antonneau          | Cannondale Cyclocrossworld |
| 11   | Ellison Park CX Festival #2, Rochester                   | C2     | Caroline Mani              | Raleigh Clement            |
| 11   | Brico Cross Geraardsbergen, Grammont                     | C2     | Sanne Cant                 | Enertherm-BKCP             |
| 17   | Nittany Lion Cross #1, Breinigsville                     | C2     | Christel Ferrier-Bruneau   |                            |
| 17   | Trek CXC Cup #1, Waterloo                                | C2     | Katherine Compton          | Trek Factory Racing        |
| 18   | Nittany Lion Cross #2, Breinigsville                     | C2     | Arley Kemmerer             |                            |
| 18   | Trek CXC Cup #2, Waterloo                                | C1     | Kaitlin Antonneau          | Cannondale Cyclocrossworld |
| 18   | EKZ CrossTour #1, Baden                                  | C1     | Eva Lechner                | Team LUNA Chix             |
| 21   | Coupe du monde de cyclo-cross #1-CrossVegas, Las Vegas   | CDM    | Sophie de Boer             |                            |
| 23   | Jingle Cross #1, Iowa City                               | C1     | Helen Wyman                | Kona                       |
| 24   | Coupe du monde de cyclo-cross #2, Iowa City              | CDM    | Katherine Compton          | Trek Factory Racing        |
| 25   | Jingle Cross #2, Iowa City                               | C2     | Kateřina Nash              | Team LUNA Chix             |
| 25   | Gothenburg Cyclecross Raceweekend, Gothenburg            | C2     | Ida Jansson                |                            |
| 25   | Radcross Illnau, Illnau-Effretikon                       | C2     | Évita Muzic                |                            |
| 28   | Toi Toi Cup #1, Tábor                                    | C1     | Karla Štěpánová            |                            |

### Octobre
| Date | Course                                                    | Classe | Vainqueur          | Équipe                        |
| ---- | --------------------------------------------------------- | ------ | ------------------ | ----------------------------- |
| 1    | SOUDAL Classics-GP Neerpelt, Neerpelt                     | C2     | Sophie de Boer     | Parkhotel Valkenburg / Destil |
| 1    | KMC Cyclo-Cross Festival #1, Providence                   | C1     | Katherine Compton  | Trek Factory Racing           |
| 2    | KMC Cyclo-Cross Festival #2, Providence                   | C2     | Katherine Compton  | Trek Factory Racing           |
| 2    | Trofeo SMP Master Cross Internazionale, Buja              | C2     | Sara Casasola      |                               |
| 2    | Superprestige #1, Gieten                                  | C1     | Sanne Cant         | Iko Enertherm-Beobank         |
| 2    | EKZ CrossTour #2, Aigle                                   | C1     | Pavla Havlíková    | Telenet-Fidea                 |
| 8    | Toi Toi Cup #2, Mladá Boleslav                            | C2     | Pavla Havlíková    | Telenet-Fidea                 |
| 8    | Brico Cross Berencross, Meulebeke                         | C2     | Ellen Van Loy      | Telenet-Fidea                 |
| 8    | Charm City Cross #1, Baltimore                            | C2     | Katherine Compton  | Trek Factory Racing           |
| 9    | Charm City Cross #2, Baltimore                            | C1     | Katherine Compton  | Trek Factory Racing           |
| 9    | IJsboerke Ladies Trophy #1, Renaix                        | C1     | Thalita de Jong    | Rabo Liv Women                |
| 9    | National Trophy Series #1, Derby                          | C2     | Hannah Payton      | Drops Cycling Team            |
| 9    | Coupe de France de cyclo-cross #1, Gervans                | C1     | Marlène Petit      | Chambéry Cyclisme Compétition |
| 15   | Brico Cross Polderscross, Kruibeke                        | C2     | Jolien Verschueren | Telenet-Fidea                 |
| 15   | US Open of Cyclocross #1, Boulder City                    | C2     | Amanda Miller      | Pepper Palace-The Happy Tooth |
| 15   | CRAFT Sportswear Gran Prix of Gloucester #1, Gloucester   | C2     | Ellen Noble        | Aspire Racing                 |
| 16   | US Open of Cyclocross #2, Boulder City                    | C2     | Melina McCutcheon  | Visit Dallas DNA              |
| 16   | CRAFT Sportswear Gran Prix of Gloucester #2, Gloucester   | C2     | Helen Wyman        | Kona Factory Team             |
| 16   | Superprestige #2, Zonhoven                                | C1     | Sanne Cant         | Iko Enertherm-Beobank         |
| 16   | Grand-Prix de la Commune de Contern, Contern              | C2     | Thalita de Jong    | Rabo Liv Women                |
| 16   | 55. Internationales Radquer Steinmaur, Steinmaur          | C1     | Nicole Koller      | Towersports - VC Eschenbach   |
| 16   | Giro d'Italia Ciclocross #1, Montalto di Castro           | C2     | Annulée            |                               |
| 20   | Kermiscross, Ardooie                                      | C2     | Sanne Cant         | Iko Enertherm-Beobank         |
| 22   | Niels Albert CX, Boom                                     | C2     | Jolien Verschueren | Telenet-Fidea                 |
| 22   | DCCX #1, Washington                                       | C2     | Katherine Compton  | Trek Factory Racing           |
| 22   | The North Coast Gran Prix of Cyclocross #1, Cleveland     | C2     | Amanda Nauman      |                               |
| 22   | Stockholm Cyclo Cross, Stockholm                          | C2     | Emma Johansson     | Orica-AIS                     |
| 23   | Coupe du monde de cyclo-cross #3, Valkenburg              | CDM    | Thalita de Jong    | Rabo Liv Women                |
| 23   | The North Coast Gran Prix of Cyclocross #2, Cleveland     | C2     | Amanda Nauman      |                               |
| 23   | DCCX #2, Washington                                       | C2     | Katherine Compton  | Trek Factory Racing           |
| 23   | National Trophy Series #2, Abergavenny                    | C2     | Evie Richards      |                               |
| 23   | Cyclo-cross de Balan Ardennes, Balan                      | C2     | Lindy Van Androoij |                               |
| 25   | Kiremko Nacht van Woerden, Woerden                        | C2     | Lucinda Brand      | Rabo Liv Women                |
| 29   | Ziklo Kross Laudio, Laudio                                | C2     | Aida Nuño Palacio  |                               |
| 29   | HPCX #1, Jamesburg                                        | C2     | Arley Kemmerer     |                               |
| 29   | Championnats panaméricains de cyclo-cross, Covington      | CC     | Katherine Compton  | Trek Factory Racing           |
| 29   | Championnats d'Europe de cyclo-cross espoirs, Pontchâteau | CU     | Chiara Teocchi     |                               |
| 30   | Championnats d'Europe de cyclo-cross, Pontchâteau         | CC     | Thalita de Jong    | Rabo Liv Women                |
| 30   | HPCX #2, Jamesburg                                        | C2     | Serena Gordon      |                               |
| 30   | Cincinnati-KingsCX, Mason                                 | C1     | Katerina Nash      | Team LUNA Chix                |
| 30   | TOHOKU CX Project INAWASHIRO Round, Inawashiro            | C2     | Eri Yonamine       |                               |
| 30   | Trofeo Ayuntamiento de Muskiz, Muskiz                     | C2     | Aida Nuño Palacio  |                               |

### Novembre
| Date | Course                                                                    | Classe | Vainqueur              | Équipe                        |
| ---- | ------------------------------------------------------------------------- | ------ | ---------------------- | ----------------------------- |
| 1    | IJsboerke Ladies Trophy #2, Audenarde                                     | C1     | Jolien Verschueren     | Telenet-Fidea                 |
| 1    | Gran Premio Mamma E Papa Guerciotti AM, Milan                             | C2     | Alice Maria Arzuffi    |                               |
| 5    | Toi Toi Cup #3, Hole Vrchy                                                | C2     | Karla Štěpánová        |                               |
| 5    | SOUDAL Classics-Waaslandcross, Saint-Nicolas                              | C2     | Sanne Cant             | Iko Enertherm-Beobank         |
| 5    | Cross-Race GP Luzern, Pfaffnau                                            | C2     | Manon Bakker           |                               |
| 5    | The Derby City Cup #1, Louisville                                         | C1     | Katerina Nash          | Team LUNA Chix                |
| 6    | The Derby City Cup #2, Louisville                                         | C2     | Katerina Nash          | Team LUNA Chix                |
| 6    | EKZ CrossTour #3, Hittnau                                                 | C1     | Nicole Koller          | Towersports - VC Eschenbach   |
| 6    | Superprestige #3, Ruddervoorde                                            | C1     | Sophie de Boer         | Parkhotel Valkenburg / Destil |
| 6    | Cyclo-cross de Karrantza, Karrantza                                       | C2     | Aida Nuño Palacio      |                               |
| 6    | Giro d'Italia Ciclocross #2, Portoferraio                                 | C2     | Annulé                 |                               |
| 11   | SOUDAL Classics-Jaarmarktcross, Niel                                      | C2     | Sanne Cant             | Iko Enertherm-Beobank         |
| 11   | Val d'Ille Intermarché Cyclo-cross Tour, La Mézière                       | C2     | Évita Muzic            |                               |
| 12   | The Cycle-Smart Northampton International #1, Northampton                 | C2     | Maghalie Rochette      | Team LUNA Chix                |
| 12   | Cyntery Hurtland, a Tulsa Tough production, Tulsa                         | C2     | Sunny Gilbert          | Michelob Ultra/Big Shark      |
| 12   | Toi Toi Cup #4, Kolín                                                     | C2     | Pavla Havlíková        | Telenet-Fidea                 |
| 12   | Grand Prix du Brabant, Bois-le-Duc                                        | C1     | Sophie de Boer         | Parkhotel Valkenburg / Destil |
| 13   | Coupe de France de cyclo-cross #2, Bagnoles-de-l'Orne                     | C1     | Marlène Petit          | Chambéry Cyclisme Compétition |
| 13   | Superprestige #4, Gavere                                                  | C1     | Sanne Cant             | Iko Enertherm-Beobank         |
| 13   | National Trophy Series #3, Houghton-le-Spring                             | C2     | Hannah Payton          | Team Kinesis                  |
| 13   | Gran Premi Les Franqueses del Valles, Les Franqueses del Vallès           | C2     | Aida Nuño Palacio      |                               |
| 13   | Flückiger Cross Madiswil, Madiswil                                        | C2     | Jasmin Egger-Achermann | Team Rapha-Focus              |
| 13   | The Cycle-Smart Northampton International #2, Northampton                 | C2     | Emma White             | Cannondale p/b                |
| 13   | Giro d'Italia Ciclocross #3, Chieti                                       | C2     | Annulé                 |                               |
| 17   | Toi Toi Cup #5, Slaný                                                     | C2     | Pavla Havlíková        | Telenet-Fidea                 |
| 19   | SOUDAL Classics Hasselt, Hasselt                                          | C1     | Sanne Cant             | Iko Enertherm-Beobank         |
| 19   | Supercross Cup UCI Weekend #1, Stony Point                                | C2     | Maghalie Rochette      | Team LUNA Chix                |
| 19   | CXLA Weekend-Day 1, Los Angeles                                           | C2     | Katerina Nash          | Team LUNA Chix                |
| 20   | Supercross Cup UCI Weekend #2, Stony Point                                | C2     | Maghalie Rochette      | Team LUNA Chix                |
| 20   | CXLA Weekend-Day 2, Los Angeles                                           | C2     | Katerina Nash          | Team LUNA Chix                |
| 20   | KANSAI Cyclo Cross MAKINO Round, Takashima                                | C2     | Kiyoka Sakaguchi       |                               |
| 20   | Coupe du monde de cyclo-cross #4, Coxyde                                  | CDM    | Annulé                 |                               |
| 26   | Coupe du monde de cyclo-cross #5, Zeven                                   | CDM    | Sanne Cant             | Iko Enertherm-Beobank         |
| 26   | Rapha Supercross Nobeyama -Day 1, Minamimaki                              | C2     | Kiyoka Sakaguchi       |                               |
| 27   | Rapha Supercross Nobeyama -Day 2, Minamimaki                              | C2     | Kiyoka Sakaguchi       |                               |
| 27   | International Cyclocross Selle SMP -8° Trof.Cop.ed.Brugherio82, Brugherio | C2     | Chiara Teocchi         |                               |
| 27   | National Trophy Series #4, Ipswich                                        | C2     | Hannah Payton          | Team Kinesis                  |
| 27   | Tage des Querfeldeinsports (Day of Cyclocross), Ternitz                   | C2     | Nadja Heigl            | Sportunion Bikestore.cc       |
| 27   | Ciclocros Joan Soler, Manlleu                                             | C2     | Aida Nuño Palacio      |                               |
| 27   | IJsboerke Ladies Trophy #3, Hamme                                         | C1     | Sanne Cant             | Iko Enertherm-Beobank         |

### Décembre
| Date | Course                                                | Classe | Vainqueur              | Équipe                        |
| ---- | ----------------------------------------------------- | ------ | ---------------------- | ----------------------------- |
| 3    | Ruts N Guts #1, Broken Arrow                          | C1     | Katherine Compton      | KFC Racing                    |
| 3    | Superprestige #5, Spa-Francorchamps                   | C1     | Thalita de Jong        | Rabo Liv Women                |
| 3    | Major Taylor Cross Cup #1, Indianapolis               | C2     | Sofia Gomez-Villafañe  | Tenspeed Hero                 |
| 3    | GGEW Grand Prix, Bensheim                             | C2     | Joyce Vanderbeken      | AA Drink-Kalas                |
| 3    | NBX Gran Prix of Cross #1, Warwick                    | C2     | Emma White             | Cannondale p/b                |
| 3    | Toi Toi Cup #6, Jabkenice                             | C2     | Vendula Kuntová        | Expres CZ - Merida            |
| 3    | Cyclocross International Nyon, Nyon                   | C2     | Jasmin Egger-Achermann | Rapha Focus                   |
| 4    | Zilvermeercross, Mol                                  | C2     | Sanne Cant             | Iko Enertherm-Beobank         |
| 4    | Trofeo San Andres de Ciclo-cross, Ametzaga de Zuia    | C2     | Aida Nuño Palacio      |                               |
| 4    | Cyclocross International Sion-Valais, Sion            | C2     | Ramona Forchini        |                               |
| 4    | NBX Gran Prix of Cross #2, Warwick                    | C2     | Emma White             | Cannondale p/b                |
| 4    | Major Taylor Cross Cup #2, Indianapolis               | C2     | Courtenay McFadden     | GE Capital/American Classic   |
| 4    | Ruts N Guts #2, Broken Arrow                          | C2     | Katherine Compton      | KFC Racing                    |
| 4    | Giro d'Italia Ciclocross #4, Marsaglia                | C2     | Annulée                |                               |
| 8    | Ciclocross del Ponte, Trévise                         | C2     | Alice Maria Arzuffi    |                               |
| 8    | Asteasuko Ziklo-krosa, Asteasu                        | C2     | Aida Nuño Palacio      | MMR Racing                    |
| 10   | North Carolina Grand Prix-Race #1, Hendersonville     | C2     | Rebecca Fahringer      |                               |
| 10   | Resolution 'Cross Cup #1, Dallas                      | C2     | Courtenay McFadden     | GE Capital/American Classic   |
| 10   | Basqueland Zkrosa, Elorrio                            | C2     | Aida Nuño Palacio      | MMR Racing                    |
| 10   | Gran Premio Luzinis, Gorizia                          | C2     | Chiara Teocchi         |                               |
| 10   | IJsboerke Ladies Trophy #4, Essen                     | C1     | Sanne Cant             | Iko Enertherm-Beobank         |
| 10   | Toi Toi Cup #7, Uničov                                | C1     | Kateřina Nash          | Team LUNA Chix                |
| 11   | Coupe de France de cyclo-cross #3, Nommay             | C1     | Hélène Clauzel         |                               |
| 11   | Druivencross, Overijse                                | C1     | Sophie de Boer         | Parkhotel Valkenburg / Destil |
| 11   | EKZ CrossTour #4, Eschenbach                          | C1     | Eva Lechner            | Team LUNA Chix                |
| 11   | XL Ziklo Kross Igorre, Igorre                         | C2     | Aida Nuño Palacio      | MMR Racing                    |
| 11   | National Trophy Series #5, Shrewsbury                 | C2     | Hannah Payton          | Team Kinesis                  |
| 11   | North Carolina Grand Prix-Race #2, Hendersonville     | C2     | Arley Kemmerer         | Fearless Femme Racing         |
| 11   | Resolution 'Cross Cup #2, Dallas                      | C2     | Courtenay McFadden     | GE Capital/American Classic   |
| 17   | Highlander 'Cross Cup #1, Waco                        | C2     | Christina Gokey-Smith  | Matrix/RBM                    |
| 17   | IJsboerke Ladies Trophy #5, Anvers                    | C1     | Sanne Cant             | Iko Enertherm-Beobank         |
| 18   | Coupe du monde de cyclo-cross #6, Namur               | CDM    | Kateřina Nash          | Team LUNA Chix                |
| 18   | Cyclo-Cross Internacional Ciudad de Valencia, Valence | C2     | Annulée                |                               |
| 18   | Highlander 'Cross Cup #2, Waco                        | C2     | Christina Gokey-Smith  | Matrix/RBM                    |
| 23   | Superprestige #6, Diegem                              | C1     | Marianne Vos           | Rabo Liv Women                |
| 26   | Coupe du monde de cyclo-cross #7, Heusden-Zolder      | CDM    | Marianne Vos           | Rabo Liv Women                |
| 26   | Internationales Radquer Dagmersellen, Dagmersellen    | C2     | Jasmin Egger-Achermann | Rapha Focus                   |
| 29   | IJsboerke Ladies Trophy #6, Loenhout                  | C1     | Sanne Cant             | Iko Enertherm-Beobank         |
| 30   | Brico Cross Versluys Cyclocross, Bredene              | C2     | Thalita de Jong        | Rabo Liv Women                |
| 30   | Giro d'Italia Ciclocross #5, Rome                     | C2     | Annulée                |                               |

### Janvier
| Date | Course                                                              | Classe | Vainqueur         | Équipe                |
| ---- | ------------------------------------------------------------------- | ------ | ----------------- | --------------------- |
| 1    | IJsboerke Ladies Trophy #7, Baal                                    | C1     | Marianne Vos      | Rabo Liv Women        |
| 1    | Grand-Prix Hotel Threeland, Pétange                                 | C2     | Christine Majerus | Boels Dolmans         |
| 1    | NovaCross, Knaresborough                                            | C2     | Amira Mellor      | Next Wyman            |
| 1    | GP Zimmerberg, Wadenswil                                            | C2     | Annulé            |                       |
| 2    | EKZ CrossTour #5, Meilen                                            | C1     | Christine Majerus | Boels Dolmans         |
| 4    | Internationale Centrumcross van Surhuisterveen, Surhuisterveen      | C2     | Marianne Vos      | Rabo Liv Women        |
| 9    | Cyclocross Otegem, Otegem                                           | C2     | Christine Majerus | Boels Dolmans         |
| 15   | Coupe du monde de cyclo-cross #8, Fiuggi                            | CDM    | Marianne Vos      | Rabo Liv Women        |
| 15   | Grand Prix Möbel Alvisse, Leudelange                                | C2     | Christine Majerus | Boels Dolmans         |
| 21   | Kasteelcross Zonnebeke, Zonnebeke                                   | C2     | Thalita de Jong   | Rabo Liv Women        |
| 21   | International Cyclocross Rucphen, Rucphen                           | C2     | Laura Verdonschot | Marlux-Napoleon Games |
| 22   | Coupe du monde de cyclo-cross #9, Hoogerheide                       | CDM    | Marianne Vos      | Rabo Liv Women        |
| 21   | Gran Premio di Ciclocross Città di Vittorio Veneto, Vittorio Veneto | C2     | Sara Casasola     | Team Trentino Cross   |
| 29   | Championnats du monde de cyclo-cross espoirs, Belvaux               | CM     | Annemarie Worst   | Giant Dealerteam      |
| 29   | Championnats du monde de cyclo-cross, Belvaux                       | CM     | Sanne Cant        | Iko Enertherm-Beobank |

### Février
| Date | Course                                   | Classe | Vainqueur         | Équipe                        |
| ---- | ---------------------------------------- | ------ | ----------------- | ----------------------------- |
| 1    | Brico Cross Parkcross Maldegem, Maldegem | C2     | Marianne Vos      | Rabo Liv Women                |
| 4    | IJsboerke Ladies Trophy #8, Lille        | C1     | Maud Kaptheijns   | Steylaerts Cycloteam          |
| 5    | Superprestige #7, Hoogstraten            | C1     | Sophie de Boer    | Parkhotel Valkenburg / Destil |
| 11   | Superprestige #8, Middelkerke            | C1     | Sanne Cant        | Iko Enertherm-Beobank         |
| 12   | Brico Cross Vestingcross, Hulst          | C2     | Sanne Cant        | Iko Enertherm-Beobank         |
| 18   | SOUDAL Classics - Leuven, Louvain        | C1     | Katherine Compton | KFC Racing                    |
| 29   | Internationale Sluitingsprijs, Oostmalle | C1     | Sanne Cant        | Iko Enertherm-Beobank         |

## Championnats nationaux (CN)
Résultats
| Nation             | Date                              | Élites                   | Moins de 23 ans           | Juniors         |
| ------------------ | --------------------------------- | ------------------------ | ------------------------- | --------------- |
| Allemagne          | 7-8 janvier 2017                  | Jessica Lambracht        |                           |                 |
| Australie          | 20 août 2016                      | Rebecca Locke            | Stacey Riedel             |                 |
| Autriche           | 7-8 janvier 2017                  | Nadja Heigl              |                           |                 |
| Belgique           | 7-8 janvier 2017                  | Sanne Cant               | Laura Verdonschot         |                 |
| Canada             | 5 novembre 2016                   | Maghalie Rochette        | Sidney McGill             |                 |
| Chili              | 25 septembre 2016                 | Valentina Monsalve       |                           |                 |
| Croatie            | 29 janvier 2017                   | Gloria Musa              |                           | Ania Žufić      |
| Danemark           | 8 janvier 2017                    | Malene Degn              |                           |                 |
| Espagne            | 7-8 janvier 2017                  | Alicia González          |                           | Sofía Rodríguez |
| Estonie            | 15 octobre 2016                   | Mari-Liis Mõttus         |                           |                 |
| États-Unis         | 7-8 janvier 2017                  | Katherine Compton        | Ellen Noble               |                 |
| Finlande           | 7-8 janvier 2017                  | Susanna Laurila          |                           |                 |
| France             | 7-8 janvier 2017                  | Caroline Mani            |                           | Jade Wiel       |
| Grande-Bretagne    | 7-8 janvier 2017                  | Nikki Brammeier          |                           | Evie Richards   |
| Hongrie            | 8 janvier 2017                    | Barbara Benkó            |                           |                 |
| Irlande            | 8 janvier 2017                    | Beth McCluskey           |                           |                 |
| Islande            | 14 novembre 2016                  | Ágústa Edda Björnsdóttir | Kristín Edda Sveinsdóttir |                 |
| Israël             |                                   |                          |                           |                 |
| Italie             | 7-8 janvier 2017                  | Eva Lechner              | Chiara Teocchi            |                 |
| Japon              | 11 décembre 2016                  | Masahiko Sakaguchi       |                           |                 |
| Luxembourg         | 7-8 janvier 2017                  | Christine Majerus        | Edie Antonia Rees         |                 |
| Norvège            | 13 novembre 2016                  | Elisabeth Sveum          |                           | Thea Siggerud   |
| Pays-Bas           | 7-8 janvier 2017                  | Marianne Vos             |                           | Manon Bakker    |
| Pologne            | 7-8 janvier 2017                  | Magdalena Sadlecka       |                           |                 |
| Portugal           | 8 janvier 2017                    | Sandra Dos Santos        | Raquel Queirós            |                 |
| République-tchèque | 10 décembre 2016 - 7 janvier 2017 | Pavla Havlíková          |                           |                 |
| Slovaquie          | 4 décembre 2016                   | Janka Keseg Števková     |                           |                 |
| Suède              | 12-13 novembre 2016               | Jenny Rissveds           |                           |                 |
| Suisse             | 7-8 janvier 2017                  | Jasmin Egger-Achermann   |                           |                 |

## Records de victoires

### Par coureuse
| # | Coureuse | Équipe | Vict |
| - | -------- | ------ | ---- |
| 1 |          |        |      |

### Par pays
Hors championnats nationaux
| # | Pays | Vict |
| - | ---- | ---- |
| 1 |      |      |